# Ferdinand I. Neapeljski
1460 so Anžujci spet uveljavljali svoje pravice do neapeljske krone. Ivan I. Anžujski, sin Reneja, je skušal izkoristiti nezadovoljstvo neapeljskega plemstva, z vojsko prišel v Italijo, zmagal pri Sarnu (blizu Salerma) in zavzel Neapelj. Ferrante  si je ponovno priboril oblast 1464. Zanimivo je, da mu je pri tem pomagal albanski narodni voditelj Skenderbeg. (Vojaško zavezništvo med njim in Neapeljskim kraljestvom je trajalo že od 1448, ko je podobno pomoč nudil Alfonsu I.)
1478 se je Ferrante povezal s papežem Sikstom IV. v vojni proti Florentinski republiki. A Lorenzo de' Medici Veličastni je z osebnim obiskom, pogajanji in denarjem zgladil napetost.
1480 se je sultan Mehmed II. Osvajalec z veliko vojsko izkrcal v Otrantu, masakriral prebivalstvo in grozil s pohodom na Neapelj in Rim. A že 1481 je sultan umrl in Ferrantejev sin Alfonso je Turke pregnal s polotoka.
1493 je francoski kralj Karel VIII. na pobudo milanskega vojvode Lodovica Sforze začel pripravljati invazijo na Neapeljsko kraljestvo, kar je pomenilo začetek italijanskih vojn. Ferrante se je zavedal velike nevarnosti, a papež Aleksander VI. se za opozorila ni zmenil. V skrbeh je Ferrante 1494 umrl.
1. 1 2  Ryder A. Dizionario Biografico degli Italiani — 1996. — Vol. 46.
2. ↑  Find a Grave — 1996.